# Franz Haberlander
Franz Haberlander (* 6. November 1915; † 23. September 1992) war ein deutscher Kommunalpolitiker.

## Werdegang
Haberlander wurde 1958 zum Bürgermeister der oberbayerischen Stadt Traunreut gewählt, einer von fünf bayerischen Vertriebenenstädten, die erst nach dem Zweiten Weltkrieg entstanden war. Er blieb bis 1984 im Amt. In seiner Amtszeit erfolgte die Erhebung zur Stadt. 1974 wurde mit Nettuno (Italien) die erste Städtepartnerschaft geschlossen. Im Zuge der kommunalen Neuordnung Bayerns wurden 1978 die Gemeinden Stein an der Traun, Traunwalchen und Teile von Pierling in die Stadt Traunreut eingemeindet.

## Ehrungen
- 1972: Verdienstkreuz am Bande der Bundesrepublik Deutschland
- 1979: Silberne Medaille für besondere Verdienste um die kommunale Selbstverwaltung
- 1984: Ehrenbürger von Nettuno
- 1986: Ehrenbürger von Traunreut
- 1986: Verdienstkreuz 1. Klasse der Bundesrepublik Deutschland
- Benennung der Franz-Haberlander-Bades in Traunreut